# عصمت‌الدوله (دختر فتحعلی‌شاه)
خدیجه سلطان خانم، ملقب به عصمت‌الدوله شاهزاده قاجار و دختر پانزدهم فتحعلی‌شاه بود.
عصمت‌الدوله از آی باجی دختر مجنون خان پازوکی متولد شد.
عصمت‌الدوله را محمدحسین خان صدر اصفهانی صدراعظم فتحعلی شاه، در زمانی که در اوج قدرت بود، برای پسرش ابراهیم خان خواستگاری کرد. چون پیش از آن فتحعلی شاه هیچ یک از دخترانش را به فردی خارج از طایفه قاجار شوهر نداده بود، محمدحسین خان واسطه‌های بسیاری در حرمسرا و دربار برانگیخت تا شاه را به این ازدواج راضی کنند. به محض پخش شدن خبر خواستگاری، تمام رؤسای ایل قاجار شمشیر به کمر بستند و در اتاق نقاشخانه در کنار تخت مرمر جمع شدند و اعلام کردند در صورت وقوع این وصلت که مایه بی‌اعتباری شئونات سلطنت خواهد شد، از مقام خود استعفا می‌دهند. سرانجام شاه میرزا محمدخان بیگلربیگی دوانلو را به نمایندگی از ایل قاجار به مشورت خواند و به همراه علی‌نقی میرزا رکن‌الدوله مجلسی تشکیل داد و رؤسای ایل را وادار کرد رأی مجلس را که مجاز شمردن ازدواج عصمت‌الدوله با ابراهیم خان بود، تصدیق کنند. محمدحسین خان، عصمت‌الدوله را با شکوه و تشریفاتی به خانه بخت برد که مانندش در عروسی هیچ یک از دختران فتحعلی شاه سابقه نداشت.
عصمت‌الدوله از ابراهیم خان چهار فرزند یافت؛ یک دختر و سه پسر. اسامی پسرانش عبارت بودند از صدرالدوله، آصف‌الدوله و محمدباقرخان.